# 高橋祐斗
高橋 祐斗（たかはし ゆうと、9月15日 - ）は、日本の男性声優。大阪府出身。血液型はO型。身長181cm。アミューズメントメディア総合学院出身。
以前は、オフィス野沢、メディアフォース（預かり）に所属していた。

## 出演作品
※太字はメインキャラクター。

### テレビアニメ
2007年
- きらりん☆レボリューション（引越しスタッフ、男性）

2008年
- きらりん☆レボリューション STAGE3（アデリーペンギン）

### ゲーム
2008年
- サムライスピリッツ閃（J.[1][2]）※アーケード

2009年
- サムライスピリッツ閃（J.）※Xbox 360

2011年
- サムライスピリッツ閃（J.）※ネットワーク型業務用ビデオゲーム筐体NESiCAxLiveにてダウンロード配信

### ラジオ番組
- 集まれ昌鹿野編集部（ラジオ関西）[1][2]
- アニたまどっとコムブリッジナビゲーター（2006年9月）[3]